# Stenolophus mixtus
Stenolophus mixtus es una especie de escarabajo de tierra del género Stenolophus, tribu Harpalini, subfamilia Harpalinae. Fue descrita científicamente por Herbst en 1784.

## Descripción
Mide 5-6 milímetros de longitud.

## Distribución
Se distribuye por el noroeste de África hasta Europa, Transcaucasia, Irán y Asia Central.